# IVKI
「IVKI」（イブキ）は、椿鬼奴の1枚目のミニアルバム。2018年9月12日にSLENDERIE RECORD（よしもとミュージックエンタテインメント）から発売された。

## 概要
椿鬼奴のソロデビューミニアルバムである。架空アニメ「超空のギンガイアン」の主題歌、劇中歌集として制作された。
プロデュースは椿の事務所の先輩である藤井隆が、作曲は全てシンガーソングライターの堂島孝平が担当した（1曲は藤井と堂島の共作）。また作詞は堂島・藤井に加え、かつて藤井とラジオのレギュラーが一緒で「超空のギンガイアン」にも出演している（と言う設定の）声優の林原めぐみや、PUFFYの大貫亜美が歌詞を提供している。

## 収録曲
| 全作曲: 堂島孝平（except4 作曲：藤井隆・堂島孝平）、全編曲: 堂島孝平・溝口和彦。 |                            |                        |                                            |                  |      |
| #                                                                                | タイトル                   | 作詞                   | 作曲・編曲                                 | 歌               | 時間 |
| 1.                                                                               | 「運命のリビルド」         | 堂島孝平               | 堂島孝平（except4 作曲：藤井隆・堂島孝平） | 椿鬼奴           | 4:28 |
| 2.                                                                               | 「Brace yourself」         | MEGUMI（林原めぐみ）   | 堂島孝平（except4 作曲：藤井隆・堂島孝平） | 椿鬼奴           | 3:52 |
| 3.                                                                               | 「MOODY MOON」             | 堂島孝平               | 堂島孝平（except4 作曲：藤井隆・堂島孝平） | 椿鬼奴           | 4:07 |
| 4.                                                                               | 「偽りの新銀河」           | 藤井隆                 | 堂島孝平（except4 作曲：藤井隆・堂島孝平） | 椿鬼奴・伊礼彼方 | 5:12 |
| 5.                                                                               | 「Galactic Galapagos」     | 大貫亜美（from PUFFY） | 堂島孝平（except4 作曲：藤井隆・堂島孝平） | 椿鬼奴           | 3:57 |
| 6.                                                                               | 「collection of GINGAIAN」 |                        | 堂島孝平（except4 作曲：藤井隆・堂島孝平） |                  | 5:04 |
| 合計時間:                                                                        | 合計時間:                  | 合計時間:              | 合計時間:                                  | 26:40            |      |